# 박정석 (프로게이머)
박정석(朴正石, 1983년 12월 27일 ~ )은 대한민국의 전직 스타크래프트 프로게이머이자, 전 리그 오브 레전드 프로게임단의 감독으로 현재 프레딧 브리온의 단장을 맡고 있다. 대한민국 공군 사병으로도 복무했으며 프로게이머 시절 [Oops]Reach라는 아이디를 사용했으며, 종족은 프로토스이다.

## 생애
2001년 5월 웅진 스타즈의 창단 멤버로 프로게이머 생활을 시작한 박정석 단장은 이후 SKY 스타리그 2002에서 임요환을 꺾고 우승을 차지함과 동시에 가을의 전설을 이뤘고 이로 인해 영웅토스라는 별명을 얻었다.
2003년 같은 팀 소속이었던 변길섭과 함께 웅진에서 KT 롤스터로 이적했고 이후 프로리그와 개인리그 모두 종횡무진 활약하며 팀의 준우승을 이끌어내는 등 전성기를 구가했다.
그러나 박 단장은 DAUM 스타리그 2007 8강 이후 개인리그에 모습을 드러내지 못했고 프로리그에서도 주로 팀플에만 출전하는 등 부진의 늪에 빠졌으며 결국 2008년 8월 22일 오영종, 한동욱과 함께 공군 e스포츠병 모집에 최종 합격하였다.
공군 ACE 소속으로 활동했으며 특히 2009년 1월 20일 삼성전자 칸의 송병구를 상대로 입대 후 첫 승이자 개인전 787일 만에 첫 승을 기록했으며 4월 21일 KT 롤스터의 박지수에게도 승리하면서 프로리그 사상 최초의 100승을 달성하였다. 또, 5월 6일에는 위메이드 폭스 이윤열을 물량으로 압도하며 3년 6개월 만에 승리했다.
2010년 대한항공 스타리그 2010 Season 2 예선에서 이인수,박성준2, 전상욱을 차례로 꺾고 36강에 올랐다.이는 다음 스타리그 2007이후 3년 만에 오른 스타리그이다. 구성훈에게 패배하여 16강 진출전 출전이 좌절되었다. 10월 30일 공군에서의 군 복무를 마치고 제대한 뒤, 그 다음날인 31일에 친정팀인 KT 롤스터로 복귀했다. 제대 후 박태민과 맞붙었지만, 아쉽게 패배하였다.
2011년 1월 26일 웅진과의 경기에서 신재욱을 물리치고, 11연패를 끊으면서 군 전역 후 KT로 복귀해서 첫 승을 거뒀다. 2011년 8월 19일 드디어 소속팀 KT가 SK텔레콤을 꺾고 우승을 차지하면서, 박정석은 프로게이머 데뷔 후 처음으로 우승컵을 들어올리게 되었다. 박정석은 한빛 시절부터 KTF 시절까지 홍진호와 함께 팀리그 준우승만 7번 했었다. 팀내에서 팀의 주장이자 정신적 지주의 역할을 하였다.
2012년 4월 8일 프로리그 결승전을 마지막으로 프로게이머 생활을 공식 마감하였고, 2012년 5월 6일에 은퇴가 공시되었다. 5월 31일부터 철권과 LOL팀인 나진 e-엠파이어의 감독으로 선임되었다. 이로써 홍진호의 뒤를 이어 두 번째 프로게이머 출신 감독이 되었다. 2015년 12월 1일 CJ 엔투스 LOL팀의 감독으로 선임되었다. 그러나 2017년 5월 23일 리그 오브 레전드 챔피언스 코리아 승격 실패의 책임을 지고 자진 사퇴하였다.
이후 탑클래스 프로게이머 학원의 원장으로 지내다가 2020년 6월 2일 프레딧 브리온의 단장으로 5년만에 친정팀에 복귀했다.

### 선수이력

#### 데뷔
박정석은 두 살 위인 형을 통해 처음 스타크래프트를 접하기 시작했으며, 2000년에 ‘OOPS’길드에 들어가 팀플레이를 배우면서 본격적으로 게임을 시작했다. 이후 가정 형편 상 게임을 할 수 없었던 박정석은 주변인들의 도움으로 PC방에서 아르바이트를 하면서 게임을 할 수 있었다. 이후 스타크래프트 마니아(Starcraft Mania)팀을 꾸리고 있던 감독 이재균은 좋은 프로토스 게이머가 있다는 소문을 듣고 박정석을 발탁한다. 당시 1.08패치로 프로토스의 암울기가 시작되던 시기였으나 경인방송 등에서 좋은 모습을 보였으며, 특히 2001년에는 신예 프로토스 게이머로서 지난 대회 3위 입상자였던 기욤 패트리를 스타리그 예선에서 꺾고 코카콜라배 스타리그에 진출하면서 처음으로 메이저 무대를 밟는다. 16강에 탈락하기는 하였지만 다음 리그인 2001 스카이배 스타리그에서 전 대회 우승자 임요환을 꺾고 8강에 진출하는 등 가능성을 보이기 시작했다.

#### 첫 우승
SKY배 2002 스타리그에 프로토스 진출자가 박정석을 포함해 2명이라는 역대 최악의 숫자로 진출했으며 그중 한 명이었던 김동수마저 16강에서 3패 탈락한 것에 비해 박정석은 강도경과 홍진호를 상대로 재경기 끝에 8강 진출, 베르트랑 그로스펠리에과 변길섭을 상대로 2연승을 거두어 4강 진출을 이루어 냈다. 16강 재경기를 포함해 이전 홍진호를 상대로한 모든 경기에서 패배해왔던 박정석은 4강에서 희대의 명경기를 만들어 내며 3대2로 결승에 진출하게 된다. 당시 박정석이 쓰던 하이템플러의 사이오닉 스톰은 마치 신내림을 받은 듯 정확히 상대 병력을 격퇴시켜 ‘무당 스톰’이라는 말이 생겨났다.
결승 진출을 계기로 프로토스의 수장 자리에 오르게 된 박정석은 다시 한번 최정상에 군림하기 위해 전승으로 결승에 진출한 ‘황제’ 임요환을 상대로 시종일관 경기를 유리하게 이끌며 3대 1로 스타리그 우승을 이루어 낸다. 그리고 ‘영웅’이라는 칭호를 얻게 된다.

#### 우승자 징크스와 부활의 신호탄
SKY배 2002 스타리그 우승 이후 거의 모든 스타리그 우승자들이 겪는 우승자 징크스를 겪으며, 성적 부진과 함께 갑작스럽게 추락하게 된다. 이후  KT 롤스터에 현금 트레이드로 입단한 이후 서서히 좋은 성적을 만들어 내면서 임요환, 이윤열, 홍진호와 함께 4대 천왕으로 불리게 된다. 마이큐브배 스타리그에서 지금까지 지켜왔던 물량 위주의 경기 보다는 마인드 컨트롤, 스테이시스 필드 등 전략 위주의 경기를 만들어 내면서 스타리그에서 4위라는 성적을 얻는다.

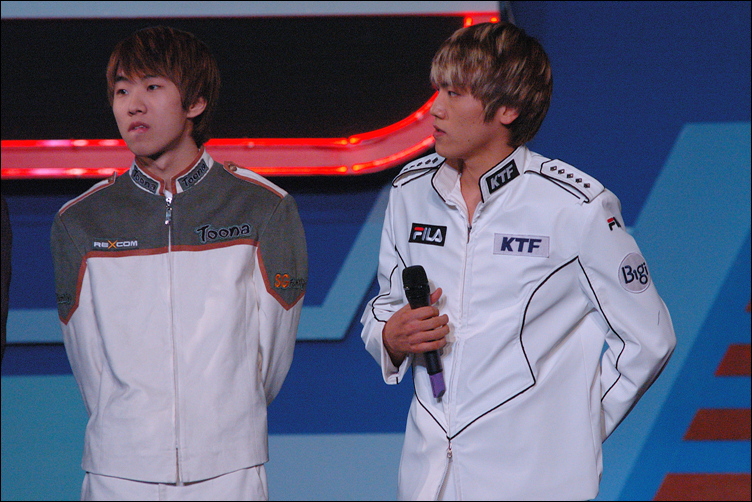
질레트 스타리그 8강 투어에서의 박정석

두 시즌 후 질레트 스타리그에서 4강에 진출한 박정석은 나도현을 상대로 역사상 가장 큰 마인 대박을 터트리며 두 번째 결승에 올려놓게 된다. 그러나,결승 상대인 박성준에게 로열로드 자리를 내어주고 만다.
스타리그에 비해 MSL에서는 3차 KPGA를 제외하고 이렇다 할 성적이 없었지만 2005년, UZOO MSL 4강에서 당시 3연속 우승을 차지하는 등 MSL에서 뛰어난 실력을 보인 최연성을 상대로 자신의 다전제 역사상 처음으로 3대 0 셧아웃시켰으며, 조용호를 상대로는 3대2의 풀세트 접전으로 결승에 진출하게 된다. 그러나, 당시 신예였던 마재윤(현재 영구제명)에게 3대 1로 패배하게 되면서 준우승에 그치게 된다.

#### 공군 ACE로 새 출발 이후 KT로 복귀
UZOO MSL 2005 이후 다음 스타리그 8강에 진출하는 것을 제외하고는 개인리그에서 뚜렷한 성적을 내지 못했던 그는 박용욱과 함께 자신을 발탁한 이재균을 찾아가 면담을 통해 공군에 입대하여, 공군 ACE 팀에 합류한다. 공군 ACE에 합류한 이후 2009년 1월 20일에 송병구를 상대로 입대 후 첫승, 개인전 787일 만에 첫 승을 기록한 것은 물론, 친정팀 KT 롤스터와의 경기에서도 인상적인 스톰 사용을 보이며 새출발을 알렸다.
이후 2009년 2월 11일, 화승 OZ전에서 신예 노영훈과 프로토스의 달인 박지수를 격파하고 2승을 하는등 영웅토스다운 면모를 보였다. 공군 ACE의 중심축으로 프로리그에 꾸준히 출전하면서 승수를 올리고 있다. 2009년 4월 21일 프로리그 08~09시즌 4라운드 KT 롤스터 박지수에게 승리하면서 프로리그 최초의 통산 100승을 달성하였다.
최근 인터뷰에서 "전역 후에도 선수생활 계속 할 것"이라는 뜻을 밝힌 바 있다.
2010년 10월 30일 공군 병장으로 만기 전역하였고, 원팀 KT로 복귀하였다.

#### 은퇴 선언
박정석은 2001년 데뷔 후부터 11년동안 프로게이머로 활동해왔었다. 공군에서 전역한 이후에도 KT 롤스터 소속 프로게이머로 계속 활동하였으나, SK플래닛 프로리그에서는 아쉽게도 한경기도 출전하지 못했고, KT의 정신적 지주 역할을 하였었다. 2012년 3월 28일부로 프로게이머 은퇴를 선언하였고, 프로리그 결승이 끝나는 4월 8일 부로 공식 은퇴를 하였다. 프로게이머 시절 마지막 결승이었지만 팀은 우승을 하지 못했다.
5월 6일 서울 올레 스퀘어에서 은퇴식을 치러 프로게이머 생활을 마감하였으며, 5월 6일 은퇴가 공시되었다.

#### 관계

##### 강도경
SM팀의 맏형 역할을 하고 있던 강도경은 박정석에게 정신적인 지주이자 호흡도 잘 맞아 두 사람이 출전한 프로리그 팀플레이는 15승 3패라는 경이적인 기록을 달성했다. 은퇴 후에도 박정석은 KT와 계속 연락을 주고 받으면서 관계를 끊지 않을 것이라고 했다. 두사람의 상대전적은 공식전만으로는 2:2 타이이나, 비공식전까지 합치면 2:3으로 밀린다.

##### 박용욱
박용욱은 박정석과 부산에서 함께 성장한 고향 친구로 이재균이 이끄는 SM 팀 시절부터 한빛 스타즈에도 함께 몸 담으며 팀동료이자 라이벌이 되면서, 서로 자극제가 되었다. 박용욱이 세밀한 컨트롤을 앞세운 마이크로형 운영을 펼쳤다면 박정석은 전략보다 전술, 생산력과 전투력에서 앞서 있다는 평가를 받았다. 두사람의 상대전적은 공식전만으로 4:2, 비공식전까지 합치면 5:2로 박정석이 앞선다. 전승을 기록중이다가, 2연패를 해서 이 전적이 된 것이다.

##### 이영호

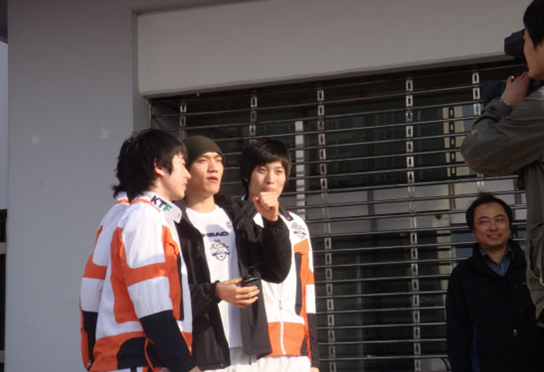
이영호가 결승에 진출한 박카스 스타리그 결승을 기다리고 있는 박정석

만 15살의 어린 나이에 KTF (현 KT)에 입단한 이영호는 주장을 맡고 있던 박정석과 한 방에 배치되면서 팀 적응을 시작했다. 내성적이고 말수가 적었던 이영호는 박정석의 배려로 KTF(현 KT) 선수들과 금세 친해질 수 있었고 새 숙소에 적응하면서 입단 1년 만에 각종 대회를 휩쓸면서 ‘최종병기’라는 타이틀을 얻는다.
박정석은 “이영호가 성년이 되고 나면 KTF 매직엔스(현 KT 롤스터)를 이끌고 나갈 리더로 성장할 가능성이 높다”고 말하기도 했다. 2009년 2월 2일 프로리그에서 두 선수는 서로 상대편의 입장으로 격돌하였다. 이 경기에서 박정석은 전성기 때의 스톰 사용을 과시하며 대역전승을 노렸으나 이영호의 엄청난 물량에 결국 패배하지만 인상적인 경기력으로 포모스로부터 최고 평점을 받았다. 박정석은 전역 이후에도 거의 이영호와 함께 동행하고 있다. 이영호는 박정석이 자신의 롤모델이라고 밝힌적이 있다. 은퇴 이후에도 박정석은 KT와 계속 연락을 주고 받으면서 관계를 끊지 않을 것이라고 한다.
상대전적은 공식전만으로는 0:1, 비공식전까지 합치면 0:3으로 밀린다.

##### 오영종
같은 가을의전설의 주인공이며 공군입단 동기 오영종과박정석은 3:1(비공식포함 3:2)로 박정석이 한경기 앞선다 박정석이 3연승중이다가 지금은 2연패 중이다 서로 은퇴했으므로 전적은 변함이 없다.

##### 송병구
역시 같은 가을의전설인 두선수는 공식전 4:4 비공식 포함 9:10으로 송병구에게 1경기 뒤지고 있다 박정석이 은퇴했으므로 전적은 변함이 없다

##### 허영무
영웅을 동경하던 소년에서 지금은 최고이자최후의 프로토스로 성장한 허영무와 전적은 1:0으로 허영무가 앞선다 이후로 전적은 변함이 없다

#### 별명
- 프로토스의 황제 = 프로토스 종족 중 최고의 기량을 선보이는 박정석은, 옛날이나 지금이나 프로토스의 최고 영웅으로 남고 있다.
- 영웅토스 = SKY 스타리그 2002에서 임요환을 꺾고 우승과 동시에 가을의 전설을 이뤘기 때문에 이 별명이 붙여졌다.

### 주요 경력
스타크래프트1 최종 전적 (11.07.01 기준)
|             | 경기 | 승-패   | 승률  |
| ----------- | ---- | ------- | ----- |
| 대 테란     | 321  | 169–152 | 52.6% |
| 대 저그     | 394  | 201–193 | 51.0% |
| 대 프로토스 | 151  | 84–67   | 55.6% |
| 총합        | 866  | 454–412 | 52.4% |

개인 수상
메이저 개인리그 우승 1회, 준우승 3회
2001년~2004년
- 2001년 2001 코카콜라배 온게임넷 스타리그 16강
- 2001년 2001 SKY배 온게임넷 스타리그 8강
- 2002년 GhemTV 스타리그 S1 16강
- 2002년 리복배 2002 KPGA 2차리그 16강
- 2002년 펩시트위스트배 2002 KPGA 3차리그 준우승 (0:3 이윤열)
- 2002년 2002 SKY배 온게임넷 스타리그 우승 (3:1 임요환)
- 2002년 배스킨라빈스배 2002 KPGA 4차리그 16강
- 2002년 2002 Panasonic배 온게임넷 스타리그 16강
- 2002년 대한민국 게임대상 올해의 프로게이머상
- 2003년 2003 KTEC KPGA 위너스 챔피언쉽 10강
- 2003년 KTF Bigi배 4대천왕전 3위
- 2003년 벼룩시장 FindAll배 GhemTV 챌린저 오픈 3위
- 2003년 Toona배 Big4 스페셜 준우승 (0:2 임요환)
- 2003년 2003 Mycube배 온게임넷 스타리그 4위 ( 2:3 박경락)
- 2003년 KBC 파워게임쇼 4대천왕전 3위
- 2003년 KT-KTF 프리미어 리그 2003 본선
- 2004년 NHN 한게임배 온게임넷 스타리그 03~04 8강
- 2004년 질레트 스타리그 2004 준우승 (1:3 박성준)
- 2004년 EVER 스타리그 2004 3위 ( 3:2 홍진호)
- 2004년 KT-KTF 프리미어 리그 2004 8강 (준PO)

2005년~2012년
- 2005년 아이옵스 스타리그 04~05 16강
- 2005년 EVER 스타리그 2005 8강 ( 1:2 박태민)
- 2005년 우주 MSL 2005 준우승 (1:3 마재윤)
- 2005년 WEF 2005 스타크래프트 부문 3위
- 2005년 So1 스타리그 2005 8강 (0:2 임요환)
- 2005년 블리즈컨 2005 스타크래프트 부문 준우승 (1:2 홍진호)
- 2005년 CYON MSL 2005 8강 ( 0:2 성학승)
- 2006년 WWI 2006 스타크래프트 부문 4강
- 2006년 프링글스 MSL 시즌1 16강
- 2006년 CJ 슈퍼파이트 S2 준우승 (0:3 이윤열)
- 2006년 IEST 2006 스타크래프트 부문 우승 (2:0 장밍루)
- 2006년 레노버 인터내셔널 e-스포츠 토너먼트 우승
- 2007년 Daum 스타리그 2007 8강 ( 1:2 송병구)
- 2008년 곰TV TG삼보-인텔 클래식 시즌1 64강 2R (1:2 우정호)
- 2009년 곰TV TG삼보-인텔 클래식 시즌3 32강 ( 0:2 이영호)
- 2009년 e스타즈 서울 2009 스타크래프트 헤리티지 8강
- 2009년 IeSF 스타 인비테이셔널 클래식 4강 ( 1:2 이윤열)
- 2009년 2009 대한민국 e스포츠 대상 우정상
- 2010년 대한항공 스타리그 시즌2 36강 (0:2 구성훈)
- 2012년 e스포츠 명예의 전당 헌액

팀단위 수상
- 2004년 SKY 프로리그 2004 2라운드 개인전 다승왕 (공동)

#### 기타 기록
- 프로리그 연승 2위 : 14연승
- 프로리그 사상 최초 통산 100승 달성
- 2009년 4월 21일까지 프로리그 다승 1위(101승 71패)
- 프로토스 선수중 스타리그 12회 진출 2위(1위 송병구 13회)
- 프로토스 최초로 양대리그 결승 진출
- 온게임넷 테란전 9연승 달성
- MBC게임 테란전 연승 2위 : 11연승(1위 허영무 12연승)
- 공군에서 최초로 TG삼보 인텔 클래식 32강 진출
- 역대 최고령 스타리그 본선 진출(26세 5개월 15일)
- 프로리그 200전 달성 4번째

#### 감독 기록

##### 나진 Shield
- Azubu the Champions Summer 2012 16강
- GigaByte StarsWar League Pro 4강
- IPL 5 LOL 한국대표 선발전 준우승(0:3 Azubu Blaze)
- OLYMPUS the Champions Winter 2012-2013 12강
- 컨디션 헛개수 NLB Winter 2012-2013 3위
- 이엠텍 나이스게임TV 리그 오브 레전드 배틀 스프링 2013 준우승
- 핫식스 리그오브레전드 챔피언스 서머 2013 8강
- 기가바이트 나이스게임TV 리그 오브 레전드 배틀 서머 2013 3위

##### 나진 Sword
- Azubu the Champions Summer 2012 3위
- LOL 시즌2 월드 챔피언쉽 한국대표선발전 우승(3:2 Azubu Blaze)
- LOL 시즌2 월드 챔피언쉽 8강
- IPL 5 LOL 한국대표 선발전 4강
- MLG 2012 Fall Season Championship 준우승(1:4 Azubu Blaze)
- 올림푸스 리그오브레전드 더 챔피언스 윈터 2012-2013 우승 (3:0 Azubu Frost)
- 이엠텍 나이스게임TV 리그 오브 레전드 배틀 스프링 2013 우승
- 핫식스 리그오브레전드 챔피언스 서머 2013 16강
- 기가바이트 나이스게임TV 리그 오브 레전드 배틀 서머 2013 우승